# جایزه بزرگ اتریش ۱۹۸۰
جایزه بزرگ اتریش ۱۹۸۰ (انگلیسی: ‎1980 Austrian Grand Prix‎) یک مسابقهٔ موتوری در رشتهٔ اتومبیل‌رانی فرمول یک بود که در تاریخ ۱۷ اوت ۱۹۸۰ در آسترایش‌رینگ واقع در اسپیلبرگ، اشتایریا، اتریش برگزار شد. این گراند پری در میان ۱۴ گراند پری در فصل ۱۹۸۰، مسابقهٔ شمارهٔ ۱۰ بود.
در این مسابقه که در ۵۴ دور و به مسافت ۳۲۰٫۸۶۸ کیلومتر (۱۹۹٫۳۷۸ مایل) برگزار شد، پول پوزیشن توسط رنه آرنوکس کسب شد و سریع‌ترین زمان برای طی یک دور پیست که برابر با ۱:۳۲٫۵۳ بود نیز توسط رنه آرنوکس به ثبت رسید.
ژان-پیر جابوی از تیم رنو، آلن جونز از تیم ویلیامز-فورد و کارلوس روتمان از تیم ویلیامز-فورد به‌ترتیب مقام‌های اول تا سوم مسابقه را کسب کردند.

## رده‌بندی قهرمانی پس از مسابقه
| جایگاه | راننده        | امتیاز |
| ------ | ------------- | ------ |
| ۱      | آلن جونز      | ۴۷     |
| ۲      | نلسون پیکه    | ۳۶     |
| ۳      | کارلوس روتمان | ۳۰     |
| ۴      | ژاک لافیت     | ۲۸     |
| ۵      | رنه آرنوکس    | ۲۳     |
| منبع:  |               |        |

| جایگاه | سازنده       | امتیاز |
| ------ | ------------ | ------ |
| ۱      | ویلیامز-فورد | ۷۷     |
| ۲      | لیجیه-فورد   | ۵۱     |
| ۳      | برابام-فورد  | ۳۶     |
| ۴      | رنو          | ۳۲     |
| ۵      | اروز-فورد    | ۱۱     |
| منبع:  |              |        |

یادداشت
- تنها پنج جایگاه نخست از هر رده‌بندی نمایش داده شده است.